# Gare de Charonne
Gare de Charonne je zrušená železniční stanice v Paříži ve 20. obvodu. Nádraží bylo v provozu do roku 1934 na lince Petite Ceinture. Budova se nachází na adrese 102 bis, rue de Bagnolet.

## Lokace
Nádraží se nachází na kilometru 21,893 linky Petite Ceinture a leželo mezi nádražími rue d'Avron a Ménilmontant.

## Historie
Tak jako celá trať Petite Ceinture bylo nádraží uzavřeno pro osobní přepravu 23. července 1934. V letech 1995–2016 sloužila nádražní budova jako koncertní sál La Flèche d'or.

## Využití objektu
Atelier parisien d'urbanisme předpokládá ve své studii zveřejněné v srpnu 2011 využití části linky Petite Ceinture pro tramvajovou linku T8. V takovém případě bude nádraží opět využito k dopravě.